# Gai Mamili Turrí
Gai Mamili Turrí (en llatí: Caius Mamilius Q. F. Q. N. Turrinus) va ser un magistrat romà. Formava part de la gens Mamília, una antiquíssima família romana originària de Tusculum que ja apareix en temps dels Tarquinis.
Els Fasti diuen que va ser cònsol romà l'any 239 aC juntament amb Quint Valeri Faltó. Aulus Gel·li l'anomena Gai Manili.